# Buddy Collette
Pour les articles homonymes, voir Collette (homonymie).
Buddy Collette, né William Marcel Collette le 6 août 1921 à Los Angeles en Californie, où il meurt le 19 septembre 2010, est un saxophoniste ténor, flûtiste et clarinettiste de jazz américain. 
Il s'est surtout distingué dans le jazz West Coast, collaborant avec le saxophoniste Dexter Gordon, le batteur Chico Hamilton ainsi qu'avec celui qui est resté toute sa vie son ami, le contrebassiste Charles Mingus. 

## Biographie
Dès l'âge de 12 ans, Collette apprend le saxophone alto et dirige son propre groupe avec Britt Woodman au trombone et Charles Mingus à la contrebasse. À 17 ans, il commence une carrière professionnelle. Après avoir fait son service militaire comme leader d'un orchestre de la marine, il joue avec les Stars of Swing (Étoiles du swing) (dont font également partie Woodman, Mingus et Lucky Thompson). Avec le saxophoniste Dexter Gordon, le contrebassiste Charles Mingus et le batteur Chico Hamilton, il contribue à maintenir le bebop dans le voisinage de Central Avenue, l'avenue historique de Los Angeles.
Dans les années 1950, il travaille comme musicien de studio; à cette époque il est le premier musicien Afro-américain à se produire à la télévision, dans l'émission de Groucho Marx You Bet Your Life. 
In 1955, il est le cofondateur du quintet légendaire de Chico Hamilton dont la composition, plutôt originale, comprend le guitariste Jim Hall le violoncelliste (et pianiste) Fred Katz. Une année après, Collette enregistre Man of Many Parts, son premier album en tant que leader.
Collette enseigne également. Parmi ses élèves figurent Eric Dolphy, Charles Lloyd, Frank Morgan, Sonny Criss et James Newton. 
En 1996, la Bibliothèque du Congrès passe à Collette la commande d'un concert pour big band, qui retracerait sa carrière. Une attaque cérébrale en 1998 l'empêche de continuer à jouer mais Collette reste actif dans le domaine de l'éducation artistique. Avec Steven Louis Isoardi, il écrit une autobiographie titrée Jazz Generations: A Life in American Music and Society (Bayou 2000).  
Collette est un pionnier du mouvement des droits civiques. Gerald Wilson, Frank Sinatra, Nat King Cole, et le saxophoniste Benny Carter sont très vite ses supporters. Il contribue également à l'organisation d'un concert de protestation contre la répression dirigée par le gouvernement contre le chanteur, acteur et militant afro-américain Paul Robeson.

## Discographie partielle

### Comme co-leader
- 1957 : Herbie Mann & Buddy Collette : Flute Fraternity, Mode Records MOD-LP #114

## Sources
- (en) Cet article est partiellement ou en totalité issu de l’article de Wikipédia en anglais intitulé « Buddy Collette » (voir la liste des auteurs).

1. ↑  New York Times